# VATS-lobectomie bij longkanker
Een VATS-lobectomie is een chirurgische ingreep die voorkomt bij patiënten met longkanker. Tijdens deze ingreep gaat de chirurg de longkwab verwijderen waarin de tumor zich bevindt. Een lobectomie kan via een open behandeling (thoracotomie) plaatsvinden of via minimaal invasieve chirurgie, zoals een VATS (Video Assisted Thoracoscopic Surgery) of RATS (Robot-Assisted Thoracoscopic Surgery). 
Een gevolg van deze ingreep is dat nadien een pneumothorax of klaplong ontstaat. Dat wil zeggen dat er lucht ontsnapt uit de longen en in de pleuraholte terechtkomt. Vervolgens wordt een thoraxdrain geplaatst  om de lucht en het pleuravocht terug uit de pleuraholte te verwijderen. Op deze manier kan de long zich terug ontplooien.  
De chirurg heeft de keuze uit twee soorten thoraxdrainagesystemen. Het eerste systeem is het analoog drainage systeem zoals de Pleur-Evac Sahara. Het tweede systeem is het digitaal drainage systeem zoals de Thopaz. 

## Analoog thoraxdrainagesysteem

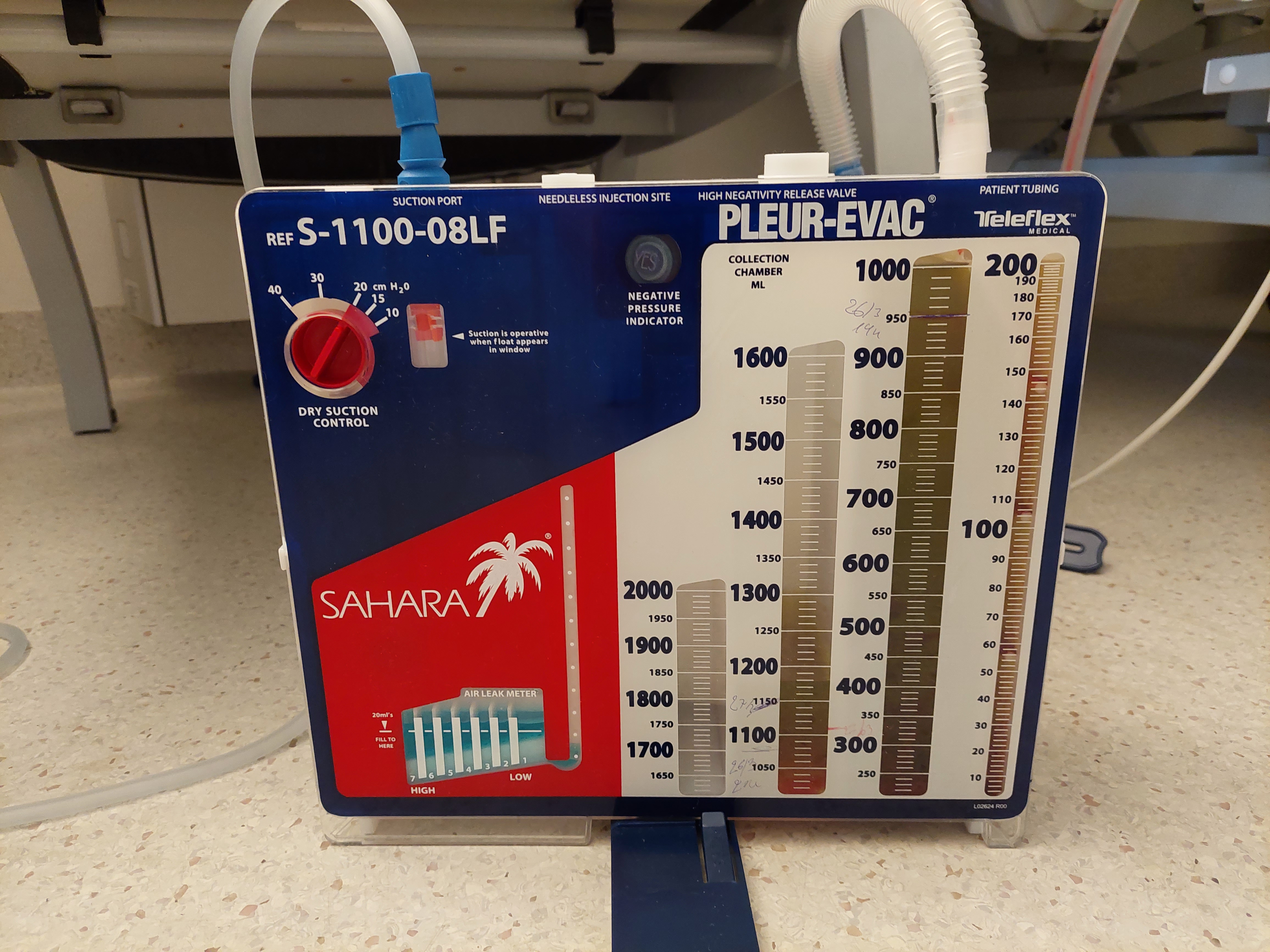
Analoog thoraxdrainagesysteem: Pleur-Evac Sahara

De Pleur-Evac Sahara werkt volgens de zwaartekracht en maakt gebruik van kolommen en een waterslot dat borrelt.De grootte van het luchtlek wordt beoordeeld door op vaste tijdstippen het borrelen van het waterslot te observeren. Bij dit systeem kan de zuigkracht afwijken van het ingestelde niveau naargelang de positie van het waterslot. Het analoog systeem heeft beperkingen zoals de zuigkracht die wandafzuiging vereist, lawaaierig is, en waarbij beperkte mobilisatie voor de patiënt mogelijk is. 

## Digitaal thoraxdrainagesysteem

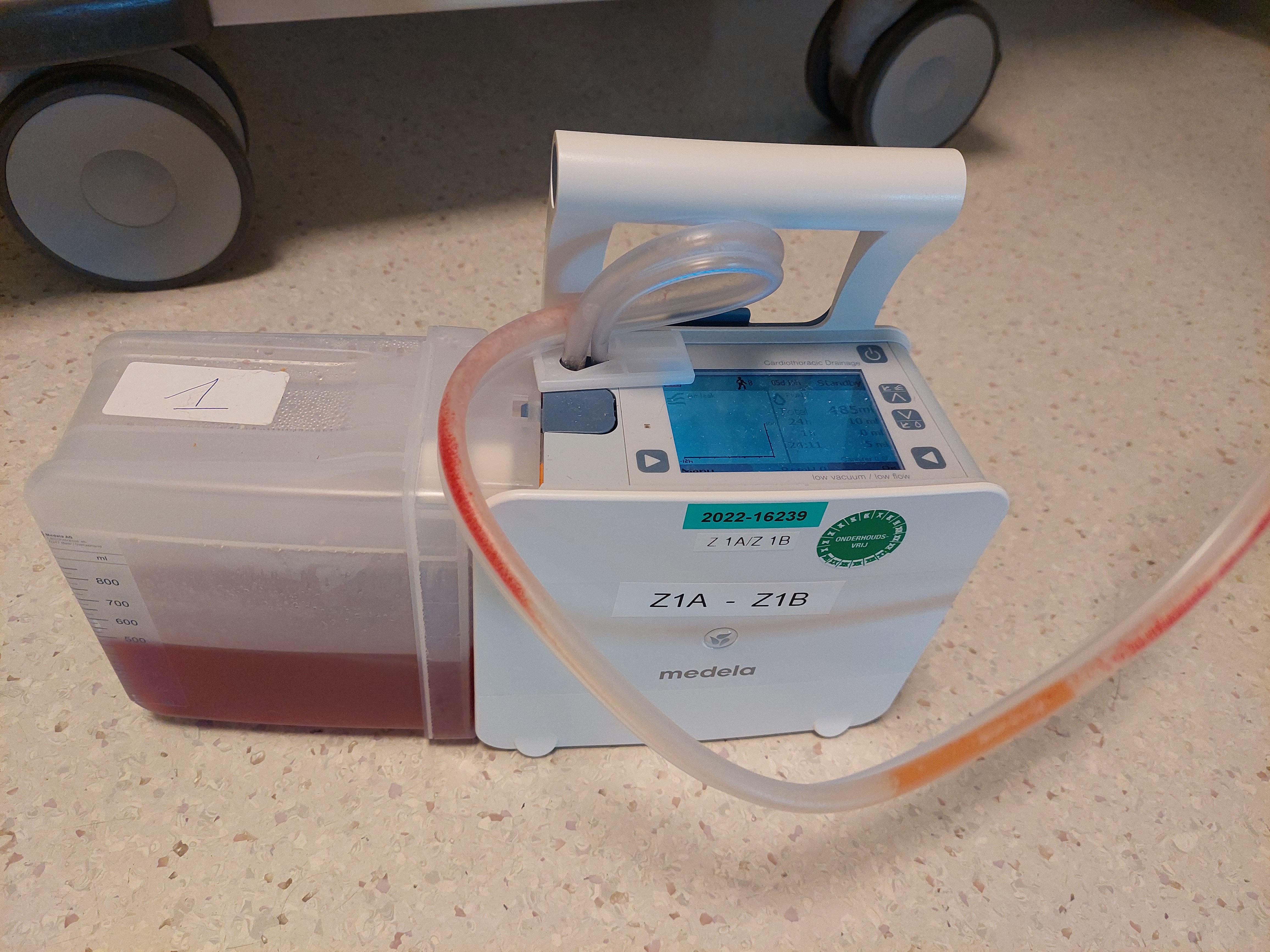
Digitaal thoraxdrainagesysteem: Thopaz

Het digitaal drainagesysteem regelt met behulp van een druksensor, de pleurale druk volgens de toestand in de pleuraholte. De evaluatie van het luchtlek, de pleurale druk en het vloeistofniveau wordt weergegeven op een scherm, onafhankelijk van de positie van de thoraxdrain. Deze continue meting zorgt voor minder schommelingen. Dit maakt dat de resultaten objectief en onafhankelijk beoordeeld kunnen worden. Zo ontstaat meer zekerheid wanneer de thoraxdrain verwijderd kan worden. Dit systeem zorgt eveneens voor een vermindering van het nemen van postoperatieve RX thorax controles. 

### Voordelen
Het digitaal drainagesysteem verkort de duur van de thoraxdrainage in vergelijking met het analoog thoraxdrainagesysteem. Dit vermindert het risico op langdurige luchtlekken en leidt tot minder complicaties na de ingreep. Bovendien heeft dit een positief gevolg op de pijn en de longfunctie van de patiënt. Wat leidt tot een sneller herstel, minder ziekenhuiskosten en een kortere opnameduur op intensieve zorgen of in het ziekenhuis. 

### Welzijn en comfort
Het digitaal thoraxdrainagesysteem bevordert het welzijn en het comfort van de patiënten gedurende de ziekenhuisopname. De draagbaarheid van de drain en de werking op batterijen maakt vroege mobilisatie mogelijk en  vergemakkelijkt het transport. De continue zuigkracht en de alarmfunctie draagt bij tot de veiligheid van de patiënt. Ook de geluidsvermindering wordt positief ervaren.